# Кіяновський Костянтин Михайлович
Костянти́н Миха́йлович Кіяно́вський — старшина Збройних сил України, учасник російсько-української війни.

## З життєпису
В лавах ЗСУ від 1998-го. Спочатку проходив строкову службу, потім підписав контракт — із 314-м окремим батальйоном охорони та обслуговування. Після розформування батальйону перевівся до військової частини — у селищі Семиполки.
Станом на березень 2017 року проживає в Києві.

## Нагороди
За особисту мужність і героїзм, виявлені у захисті державного суверенітету та територіальної цілісності України, вірність військовій присязі під час російсько-української війни
- нагороджений орденом «За мужність» III ступеня (27.5.2015).